# Oud-Berkijn
Oud-Berkijn (Frans-Vlaams: Noordberkin; Frans: Vieux-Berquin) is een gemeente in de Franse Westhoek, in het Franse Noorderdepartement (Frans: département du Nord). De gemeente ligt in Frans-Vlaanderen in de streek het Houtland. Oud-Berkijn grenst aan de gemeenten Pradeels, Strazele, Merris, Belle, Zoeterstee, Nieuw-Berkijn, Meregem, Moerbeke, Hazebroek en Borre. In de gemeente liggen nog de gehuchten Drooghout (Frans: Sec-Bois) en Caudescure. In het westen van de gemeente ligt een stuk van het uitgestrekte Niepebos. Oud-Berkijn telde op 1 januari 2022 2.641 inwoners. 

## Geschiedenis
Oud-Berkijn ligt aan de oude Romeinse heerbaan van Cassel naar Estaires. In de nabijheid van deze weg zijn hoefijzers en militaire uitrustingen uit de Romeinse tijd gevonden.
De plaats werd in 1160 voor het eerst genoemd, en wel als Berkin. Begin 13e eeuw splitste het latere Neuf-Berquin zich af van Estaires als afzonderlijke parochie. Berkin werd toen Noord-Berkin, later Oud-Berkin of Vieux-Berquin. De naam zou afgeleid zijn van een persoonsnaam.
In 1160 kreeg Berkin gemeenterechten van de graaf van Vlaanderen.
Tijdens de Eerste Wereldoorlog werd het dorp zwaar getroffen.

## Geografie
De oppervlakte van Oud-Berkijn bedroeg op 1 januari 2022 25,96 vierkante kilometer; de bevolkingsdichtheid was toen 101,7 inwoners per km².

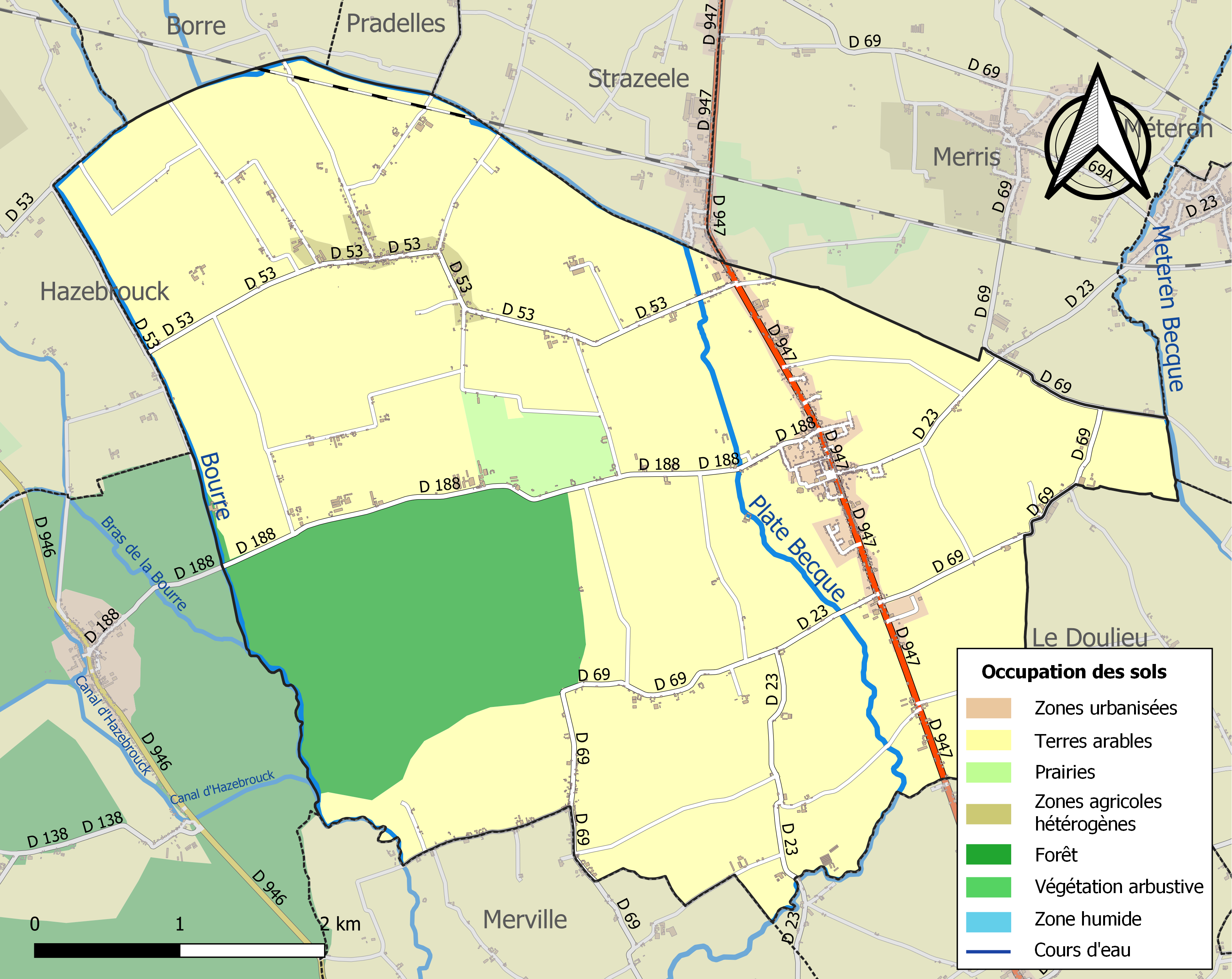
Kaart van de gemeente met belangrijkste infrastructuur, bodemgebruik en omliggende gemeenten

## Bezienswaardigheden
- De Sint-Bartolomeuskerk (Église Saint-Barthélémy), werd herbouwd na de eerste Wereldoorlog.
- De gemeente telt enkele feodale mottes.
- In de gemeente liggen enkele Britse militaire begraafplaatsen met gesneuvelden uit de Eerste Wereldoorlog:
  - Aval Wood Military Cemetery, met meer dan 400 graven
  - Nieppe-Bois (Rue-du-Bois) British Cemetery, met een honderdtal graven, waaronder een dertigtal uit de Tweede Wereldoorlog
  - Ook op de gemeentelijke begraafplaatsen van Oud-Berkijn en van het gehucht Sec-Bois liggen enkele oorlogsgraven.

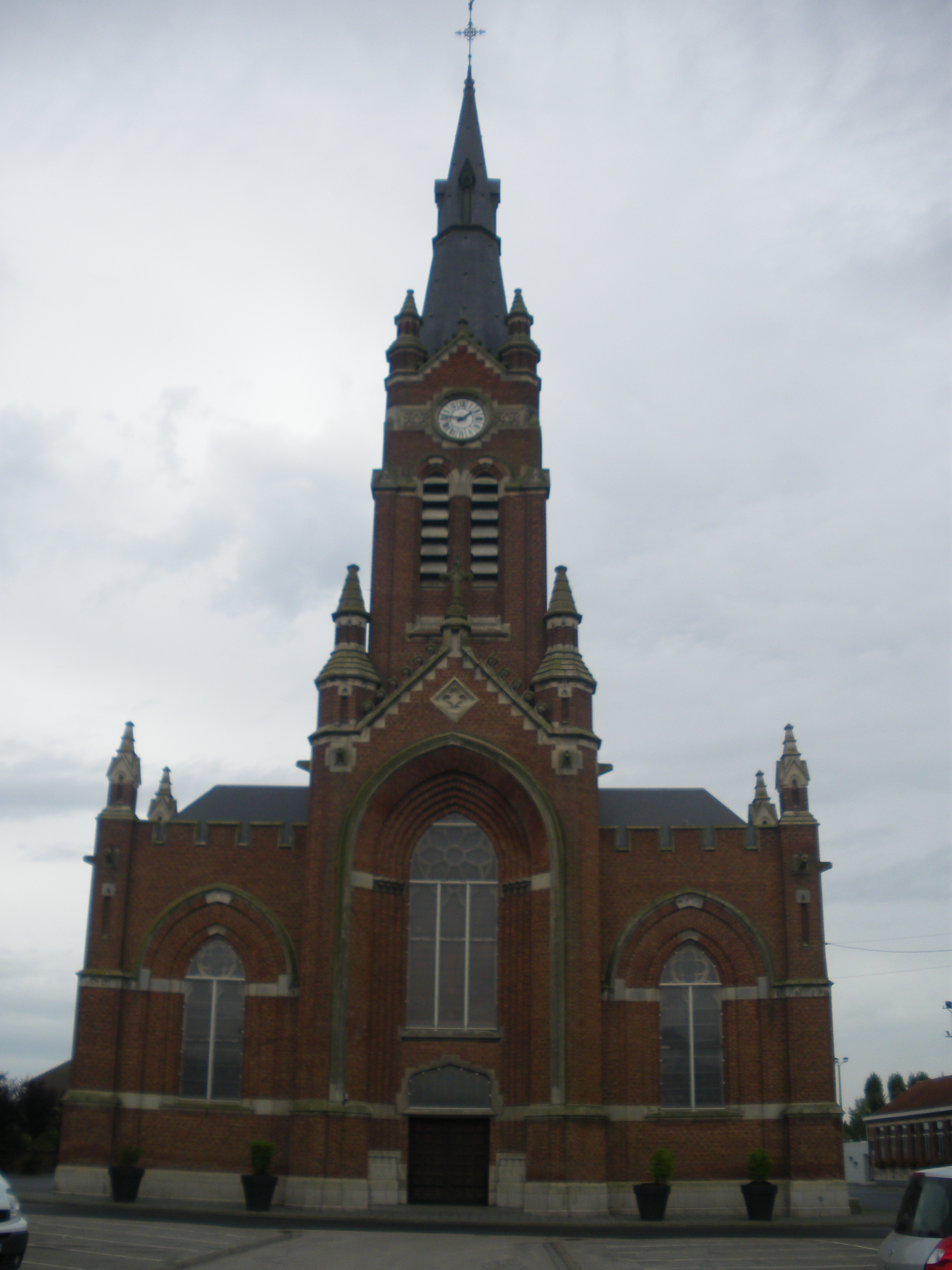
De Sint-Bartolomeuskerk
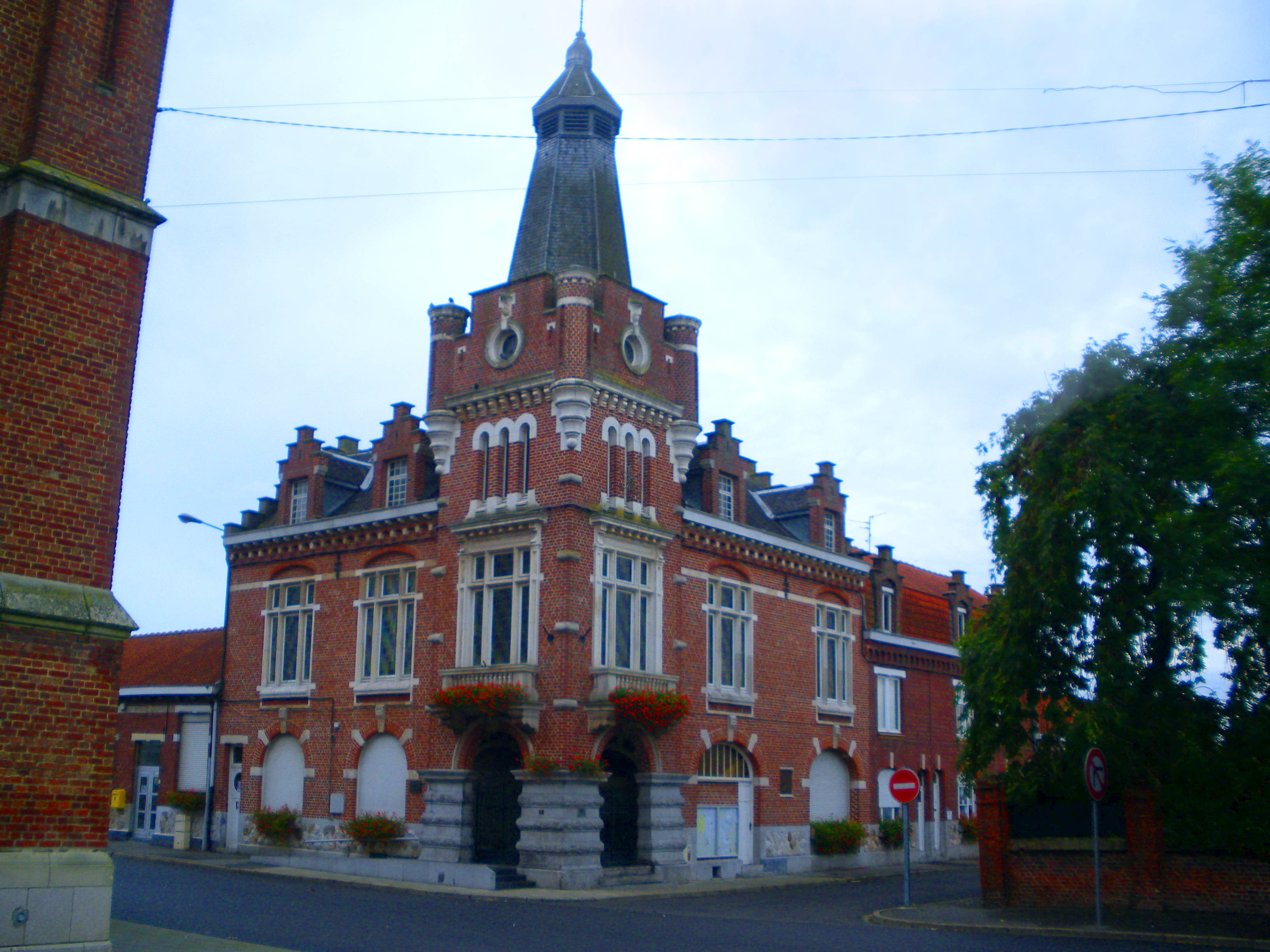
Het gemeentehuis van Oud-Berkijn
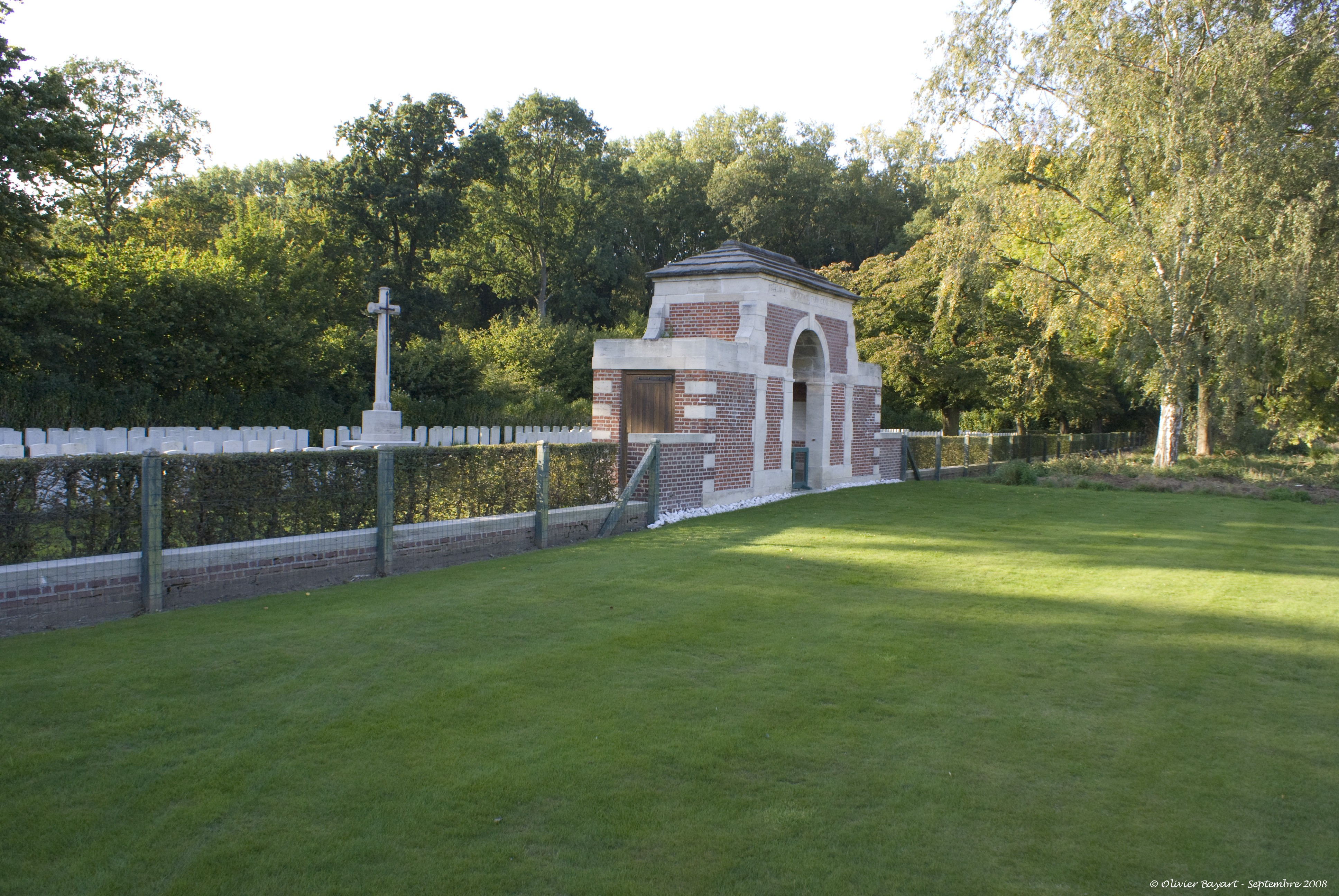
Aval Wood Military Cemetery

## Geboren
- Jules Auguste Lemire, katholiek priester, politicus en sociaal hervormer.

## Demografie
Onderstaande figuur toont het verloop van het inwonertal (bron: INSEE-tellingen).

## Nabijgelegen kernen
Neuf-Berquin, La Motte-au-Bois, Caudescure, Outtersteene, Merris, Sec-Bois, Strazele